# Lijst van voetbalinterlands België - Zuid-Korea (vrouwen)
Deze lijst van voetbalinterlands is een overzicht van alle officiële voetbalinterlands tussen de nationale vrouwenteams van België en Zuid-Korea. De landen hebben tot nu toe twee keer tegen elkaar gespeeld.

## Wedstrijden
| № | Plaats    | Datum            | Competitie              | Wedstrijd           | Uitslag            |
| - | --------- | ---------------- | ----------------------- | ------------------- | ------------------ |
| 1 | Paralimni | 11 maart 2015    | Cyprus Women's Cup 2015 | Zuid-Korea − België | 1 − 1 (n.p. 5 - 3) |
| 2 | Coventry  | 19 februari 2023 | Arnold Clark Cup 2023   | België − Zuid-Korea | 2 − 1              |

## Samenvatting
| Competitie         | Totaal gespeeld | Winst België | Gelijk | Winst Zuid-Korea | Doelsaldo België – Zuid-Korea |
| ------------------ | --------------- | ------------ | ------ | ---------------- | ----------------------------- |
| Cyprus Women's Cup | 1               | 0            | 1      | 0                | 1 − 1                         |
| Arnold Clark Cup   | 1               | 1            | 0      | 0                | 2 − 1                         |
| Totaal             | 2               | 1            | 1      | 0                | 3 − 2                         |